# The Annual Register
The Annual Register – wydawany od roku 1758, coroczny rejestr brytyjskich, europejskich i światowych wydarzeń obserwowanych z brytyjskiej perspektywy. Annual Register zamieszczał także noty biograficzne, raporty z procesów sądowych i posiedzeń parlamentarnych i recenzje książek podzielonych tematycznie. Z pismem tym współpracował polityk i pisarz Edmund Burke.